# ラブジャルガル・アンフザヤ
ラブジャルガル・アンフザヤ（Lavjargal Ankhzaya 2000年1月30日- ）はモンゴル出身の柔道選手。階級は73kg級。

## 経歴
2022年のグランプリ・アルマダで3位になった。2023年に地元で開催されたグランドスラム・ウランバートルでは5位だった。2024年の世界選手権では準決勝で石原樹に背負投で敗れるも3位になった。
IJF世界ランキングは4762ポイント獲得で5位(25/7/20現在)。

## 主な戦績
- 2022年 - グランプリ・アルマダ　3位
- 2023年 - グランドスラム・ウランバートル　5位
- 2024年 - 世界選手権　3位
- 2025年 - グランドスラム・ウランバートル　3位

(出典、)